# Sowjetische Akademie für Landwirtschaftswissenschaften
Die Sowjetische Akademie für Landwirtschaftswissenschaften W.I. Lenin (russisch Всесоюзная академия сельскохозяйственных наук имени В. И. Ленина Wsessojusnaja akademija selskochosjaistwennych nauk imeni W. I. Lenina) war die nach Lenin benannte sowjetische Akademie der Landwirtschaftswissenschaft (AdL). Sie beinhaltete ein Netzwerk von Forschungseinrichtungen über die gesamte Sowjetunion und bestand von 1929 bis 1992.

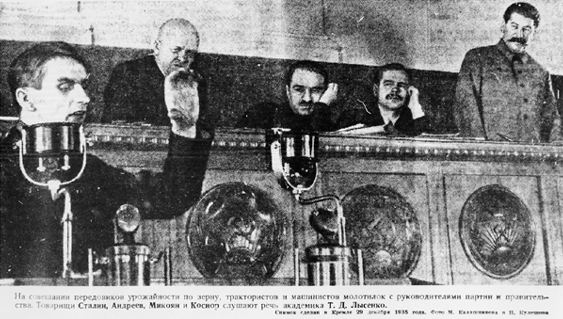
Lyssenko redet unter Stalins Augen 1935

Zwischen 1930 und 1940 bot die Akademie die Plattform für den Aufstieg Trofim Denissowitsch Lyssenkos. Lyssenko bemühte sich, seine eigenen Ansichten (Lyssenkoismus) durchzusetzen, was, soweit geschehen, katastrophale Folgen für die Landwirtschaft der UdSSR hatte.
In der Zeit der engen Kooperation zwischen den westlichen Alliierten und der Sowjetunion gegen Hitler bis in die unmittelbare Nachkriegszeit gelang es den sowjetischen Genetikern, die westliche Forschung erfolgreich als „Zweite Front“ gegen Lyssenko zu nutzen.
Dies kehrte sich mit dem Beginn des Kalten Krieges um. Die sprichwörtliche „Augustsitzung“ (31. Juli – 7. August 1948) unter Leitung Stalins hatte einschneidende Folgen. Lyssenkos Geleitrede „Über die Situation der Biologie“ wurde unter Mithilfe Stalins in einen formalen Bann gegenüber der sogenannten Mendel-Weismann-Morgan-Genetik verwandelt. Damit wurden die Lehren Gregor Mendels, August Weismanns und Thomas Hunt Morgans – und damit die moderne Vererbungslehre an sich – in der Sowjetunion bis in die 1960er Jahre verworfen.
In den Ostblockstaaten sollten ähnlich aufgebaute Einrichtungen die Landwirtschaft fördern, so in der DDR ab 1951 die Akademie der Landwirtschaftswissenschaften der DDR. Die DDR ging insoweit einen Sonderweg, als der Akademiepräsident Hans Stubbe in den 1950er Jahren die Ansichten Lyssenkos zur Vererbung erworbener Eigenschaften widerlegte und damit den Akademieinstituten in der DDR weiterhin genetische Forschung möglich blieb.

## Präsidenten
- 1929–1935 – Nikolai Wawilow
- 1935–1937 – Alexander Muralow
- 1938–1956 – Trofim Lyssenko
- 1959–1961 – Pawel Lobanow
- 1961–1962 – Trofim Lyssenko
- 1962–1965 – Michail Olschanski
- 1965–1978 – Pawel Lobanow
- 1978–1983 – Pjotr Wawilow
- 1984–1992 – Alexander Nikonow

Nachfolgerin war die Russische Akademie der Agrarwissenschaften.